# Bothriomyrmex flavus
Bothriomyrmex flavus é uma espécie de inseto do gênero Bothriomyrmex, pertencente à família Formicidae.